# Beutelmeisen
Die Beutelmeisen (Remizidae) sind eine Familie kleiner Singvögel, die mit den echten Meisen nahe verwandt sind, mit denen sie gemeinsam die Überfamilie Paroidea bilden. Die meisten Arten bauen hängende Nester an Bäumen, meist in Wassernähe.

## Eigenschaften
Beutelmeisen sind kleine, meisenartige Vögel zwischen 7,5 und 11 cm Länge. Im Vergleich zu den Meisen haben sie feinere, kleinere Schnäbel. Sie haben kurze, rundliche Flügel und kurze, geschartete Schwänze.

## Verbreitung und Lebensraum
Die Beutelmeisen sind in Eurasien, Afrika und Nordamerika verbreitet. Während die Gattung Remiz von Portugal und dem nördlichen Marokko bis nach Japan verbreitet ist, kommt die größte Gattung, Anthoscopus, südlich der Sahara bis nach Südafrika vor. Die monotypische Gattung Auriparus lebt in Mexiko und den südwestlichen USA.
Die Eurasischen Arten sind größtenteils Zugvögel, die afrikanischen und amerikanischen Arten sind Jahresvögel.
Die meisten Arten bevorzugen offenes Land mit vereinzelten Bäumen und Sträuchern, einige Arten leben in Wüsten, Sumpfgebieten oder Wäldern.

## Verhalten

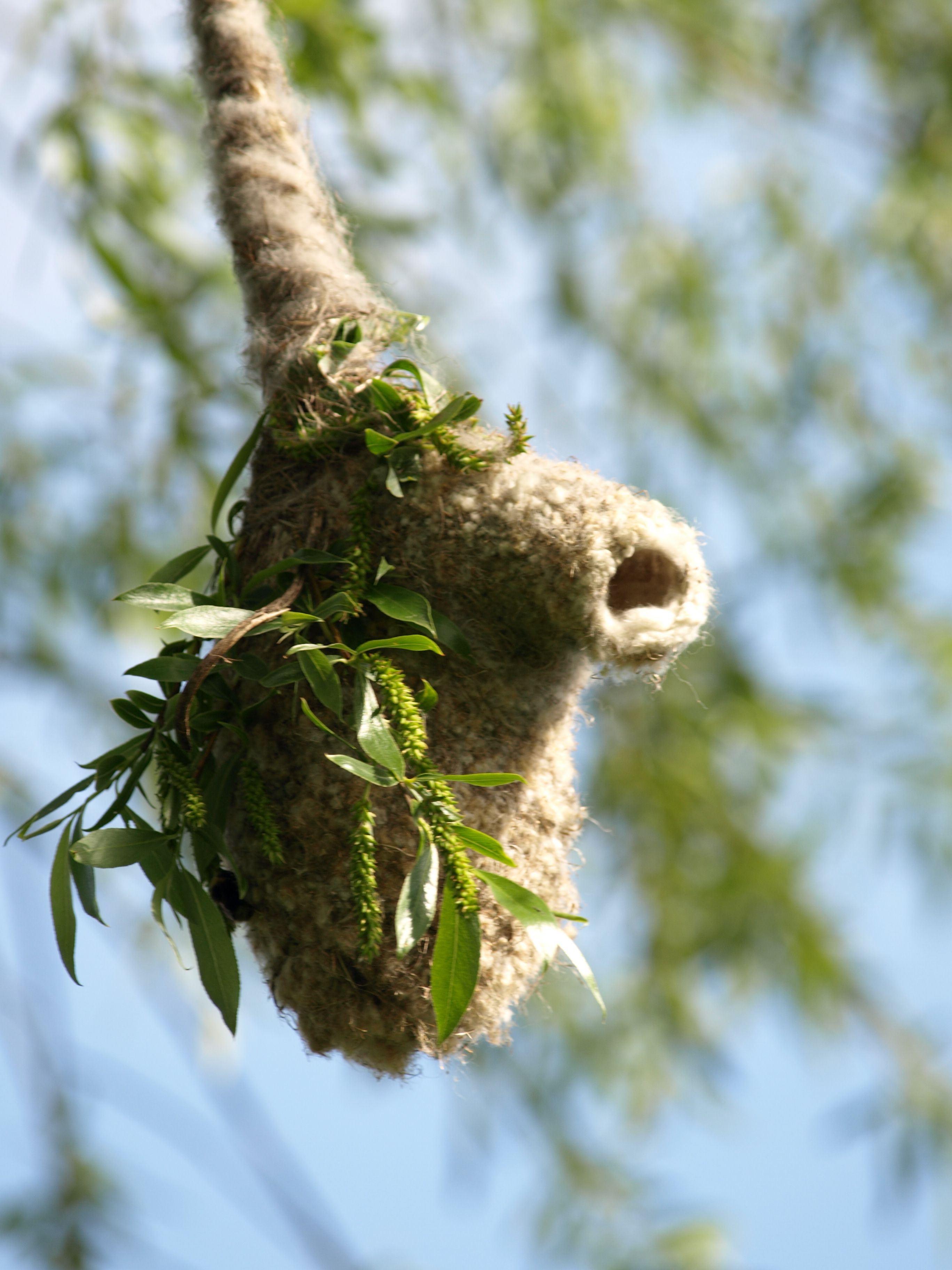
Nest von Remiz pendulinus

Der größte Teil der Nahrung wird von Insekten gebildet, teilweise werden auch Früchte, Samen und Nektar gefressen. Das Jagdverhalten erinnert sehr an das der echten Meisen.
Viele Arten bauen kunstvolle, hängende Nester aus Materialien wie Spinnenseide, Tierhaaren und weichen Pflanzenteilen wie Weiden- und Pappelsamen. Die Nester der Gattung Anthoscopus sind noch komplizierter als die der eurasischen Gattung Remiz, sie besitzen einen falschen Eingang über dem echten, der in eine leere Kammer führt. Der echte Eingang wird mit einer Klappe verschlossen.

## Systematik
Der Familie der Beutelmeisen werden derzeit 11 Arten in 3 Gattungen zugeordnet:
Familie: Beutelmeisen (Remizidae)
- Remiz
  - Beutelmeise (Remiz pendulinus)
  - Schwarzkopf-Beutelmeise (Remiz macronyx)
  - Chinabeutelmeise (Remiz consobrinus)
  - Kronenbeutelmeise (Remiz coronatus) (Die Arten werden von einigen Autoren als Unterarten von R. pendulinus betrachtet.)
- Anthoscopus – 6 Arten
  - Blassstirn-Beutelmeise (Anthoscopus caroli)
  - Goldstirn-Beutelmeise (Anthoscopus flavifrons)
  - Kapbeutelmeise (Anthoscopus minutus)
  - Graubeutelmeise (Anthoscopus musculus)
  - Senegalbeutelmeise (Anthoscopus parvulus)
  - Sudanbeutelmeise (Anthoscopus punctifrons)
- Auriparus
  - Goldkopf-Beutelmeise (Auriparus flaviceps)

Die monotypische Gattung Cephalopyrus mit der Art Flammenstirnmeise (Cephalopyrus flammiceps) gehört nach neueren Untersuchungen zu den Meisen (Paridae). Die ebenfalls monotypische Gattung Pholidornis mit dem Strichelbaumsänger (Pholidornis rushiae) ist nun den Baumsängern (Hyliidae) zugeordnet.